# Distretto di Ilo
Il distretto di Ilo è uno dei tre distretti della provincia di Ilo, in Perù. Si trova nella regione di Moquegua e si estende su una superficie di 295,6 chilometri quadrati.
Ha per capitale la città di Ilo.